# Río Bayano
Le río Bayano ou río Chepo est un cours d'eau de l'est du Panama, qui arrose notamment la province de Panama et la comarque Kuna de Madugandí.

## Géographie
Long de 206 km, il prend sa source dans la cordillère de San Blas et se jette dans le golfe de Panama (océan Pacifique).
Le río Bayano est le troisième plus long cours d'eau du pays, après le rio Chucunaque et le rio Tuira. Ses principaux affluents sont les rivières Mamoni, Ipetí Chararé et Maje.
En 1976, son cours a été barré par un barrage hydroélectrique pour former le lac Bayano.

## Origine du nom
Son nom vient de Bayano, un esclave Africain en fuite qui vécut dans cette région au XVIe siècle.